# Wéglèga
Wéglèga, parfois orthographié Ouéglèga, est une localité située dans le département de Tanghin-Dassouri de la province du Kadiogo dans la région Centre au Burkina Faso.

## Économie
Les cultures céréalière et le maraîchage sont les principales activités du village,.

## Santé et éducation
Le centre de soins le plus proche de Wéglèga est le centre médical (CM) de Tanghin-Dassouri tandis que le centre médical (CM) se trouve à Tanghin-Dassouri et que les hôpitaux sont à Ouagadougou.
Le village possède un centre d'alphabétisation et une école primaire publique.